# 黒羽川上テレビ中継局
座標: 北緯36度53分11.7秒 東経140度13分1.9秒 / 北緯36.886583度 東経140.217194度
黒羽川上テレビ中継局（くろばねかわかみテレビちゅうけいきょく）は、栃木県大田原市の旧那須郡黒羽町域に置かれているテレビ中継局である。

## 概要
- 当テレビ中継局は、大田原市大字南方字西の入に置かれ、旧黒羽町北東部の一部へ電波を発射している。

## 送信施設概要

### 地上デジタル放送送信設備
| リモコンキーID | 放送局名            | 物理チャンネル | 空中線電力 | ERP  | 放送対象地域 | 放送区域内世帯数 |
| 1              | NHK宇都宮総合テレビ | 37ch           | 10mW       | 79mW | 栃木県       | 69世帯           |
| 2              | NHK東京教育テレビ   | 38ch           | 10mW       | 79mW | 全国         | 69世帯           |
| 3              | GYTとちぎテレビ     | 45ch           | 10mW       | 79mW | 栃木県       | 69世帯           |
| 4              | NTV日本テレビ       | 33ch           | 10mW       | 79mW | 関東広域圏   | 69世帯           |
| 5              | EXテレビ朝日        | 42ch           | 10mW       | 79mW | 関東広域圏   | 69世帯           |
| 6              | TBSテレビ           | 36ch           | 10mW       | 79mW | 関東広域圏   | 69世帯           |
| 7              | TXテレビ東京        | 43ch           | 10mW       | 79mW | 関東広域圏   | 69世帯           |
| 8              | CXフジテレビ        | 40ch           | 10mW       | 79mW | 関東広域圏   | 69世帯           |

- 2010年1月28日に予備免許交付、3月12日に本免許交付、3月15日に本放送開始。
- GYTとちぎテレビは、デジタル新局で開局した。
- NHK総合テレビの県域放送は、2012年4月1日から実施。

### 地上アナログ放送送信設備
| 放送局名          | チャンネル | 空中線電力          | ERP               | 放送対象地域 | 放送区域内世帯数 |
| NHK東京教育テレビ | 48ch       | 映像100mW /音声25mW | 映像1W /音声250mW | 全国         | 不明             |
| NHK東京総合テレビ | 50ch       | 映像100mW /音声25mW | 映像1W /音声250mW | 関東広域圏   | 不明             |
| NTV日本テレビ     | 52ch       | 映像100mW /音声25mW | 映像1W /音声250mW | 関東広域圏   | 不明             |
| TBSテレビ         | 54ch       | 映像100mW /音声25mW | 映像1W /音声250mW | 関東広域圏   | 不明             |
| CXフジテレビ      | 56ch       | 映像100mW /音声25mW | 映像1W /音声250mW | 関東広域圏   | 不明             |
| EXテレビ朝日      | 59ch       | 映像100mW /音声25mW | 映像1W /音声250mW | 関東広域圏   | 不明             |
| TXテレビ東京      | 61ch       | 映像100mW /音声25mW | 映像1W /音声250mW | 関東広域圏   | 不明             |

- 2011年7月24日深夜の停波を以って、廃局となった。
- GYTにはチャンネルが割り当てられていなかった。

## 偏波面
- デジタル・アナログ共、水平偏波。